# Siphimedia varipes
Siphimedia varipes är en stekelart som först beskrevs av Cameron 1899.  Siphimedia varipes ingår i släktet Siphimedia och familjen brokparasitsteklar. Inga underarter finns listade i Catalogue of Life.